# Magasinet (TV-program)
Magasinet var en svenskt aktualitets-TV-program, producerat av Rapportredaktionen och sänt i TV2 1979–1992.
Programmet hade premiär den 1 oktober 1979 med Bo Holmström och Ann Lindgren som programledare. Inledningsvis sändes programmet tre gånger i veckan måndag-onsdag efter Rapport 2, vilket innebar att det kunde ha flexibel sluttid. Sändningstid och utgivningstakt varierade genom åren.
Programledare var bland andra Birgitta Sandstedt, Annika Hagström, Göran Rosenberg och Christer Petersson. Ett liknande program från SVT Malmö, Magazinet med Jan Guillou och Annika Hagström, hade premiär i september 1981 och sändes fram till april 1984.
Från hösten 1987 var Olle Stenholm programledare. Han ledde programmet fram till juni 1991. Han efterträddes av Ingemar Odlander. Programmets sista säsong leddes av Eva Hamilton.
Det sista avsnittet sändes den 17 december 1992. De pengar som sparades på att Magasinet lades ner användes istället på Rapports morgonsändningar som startade följande år.

## Uppmärksammade inslag
Några inslag i Magasinet som uppmärksammats:
- 9 december 1983: Med anledning av Fermaffären där Svenska Dagbladet hävdat att regeringen försökt tona ner sovjetkritik efter ubåtskränkningar medverkar Olof Palme. Han läser ett brev av Anders Ferm där det framgår att regeringen varit hård i sin kritik av Sovjetunionens agerande.[3]
- 14 februari 1991: Ny demokratis partiledare Bert Karlsson intervjuas av Stenholm och uppvisar okunskap om sitt partis politik.[2]

## Källhänvisningar
1. ↑  Odlander, H R Ingemar i Vem är det 1993
2. 1 2  Minnesvärt i "Magasinet", Dagens Nyheter, 17 december 1993
3. ↑  Ferm-affären, TT-Nyhetsbyrån (bildarkiv)